# 2002 v letectví
Tento článek obsahuje seznam událostí souvisejících s letectvím, které proběhly roku 2002.

## Události

### Srpen
- 31. srpna – v závodě o Pohár Gordona Bennetta zvítězili podruhé Francouzi Vincent Leys a Jean François Leys

### Prosinec
- 9. prosince – United Airlines žádají o ochranu před věřiteli podle kapitoly 11 zákona o bankrotech. Jde o největší bankrot letecké společnosti v dějinách USA.

## První lety
- Airbus A318

### Únor
- 11. února – Airbus A340-500

### Květen
- 22. května – Boeing X-45
- 31. května – Toyota TAA-1

### Červenec
- Fuji T-3 Kai[1]
- 1. července – Pilatus PC-21
- 11. července – Adam A500

### Srpen
- 1. srpna – Scaled Composites White Knight
- 31. srpna – Learjet 40